# Shinobu Terajima
Shinobu Terajima (寺島 しのぶ?, Terajima Shinobu; Kyoto, 28 dicembre 1972) è un'attrice giapponese.

## Biografia
Shinobu Terajima proviene da una famiglia di artisti: è figlia dell'attore kabuki Onoe Kikugorō VII e dell'attrice Sumiko Fuji, e sorella dell'attore kabuki Onoe Kikunosuke V.
Dopo aver frequentato l'Università Aoyama Gakuin, entra a far parte della compagnia teatrale Bungakuza nel 1992, dove rimane fino al 1996.
Debutta al cinema nel 2001 con il film Drug. Il successo arriva nel 2003 con i film Vibrator e Akame 48 Waterfalls, per i quali riceve numerosi premi come miglior attrice.
Nel 2010 ottiene riconoscimenti internazionali per la sua interpretazione in Caterpillar di Kōji Wakamatsu, vincendo l'Orso d'argento per la miglior attrice al Festival di Berlino.
Nel 2017 recita nel film Oh Lucy!, per il quale riceve ulteriori riconoscimenti. 
Nel 2023 è insignita del Premio alla carriera Kinuyo Tanaka, 23 anni dopo Sumiko Fuji, sua madre.

## Filmografia

### Cinema
- Drug (ドラッグ), regia di Hiroshi Sugawara (2001)
- Vibrator (ヴァイブレータ), regia di Ryūichi Hiroki (2003)
- Get Up! (ゲロッパ!), regia di Kazuyuki Izutsu (2003)
- Akame 48 Waterfalls (赤目四十八瀧心中未遂), regia di Genjirō Arato (2003)
- Quill (クイール), regia di Yoshinari Nishikōri (2004)
- Tokyo Tower (東京タワー), regia di Takashi Minamoto (2005)
- Mille miglia... lontano (千里走单骑), regia di Zhang Yimou (2005)
- It's Only Talk (やわらかい生活), regia di Ryūichi Hiroki (2005)
- Otoko-tachi no Yamato (男たちの大和), regia di Jun'ya Satō (2005)
- Love Never to End (愛の流刑地), regia di Yasuo Tsuruhashi (2006)
- Happy Flight (ハッピーフライト), regia di Shinobu Yaguchi (2008)
- Caterpillar (キャタピラー), regia di Kōji Wakamatsu (2010)
- 25/11 Il giorno dell'autodeterminazione - Mishima e i giovani (11・25自決の日 三島由紀夫と若者たち), regia di Kōji Wakamatsu (2012)
- Helter Skelter (ヘルタースケルター), regia di Mika Ninagawa (2012)
- Sue, Mai & Sawa: Righting the Girl Ship (すーちゃん まいちゃん さわ子さん), regia di Osamu Minorikawa (2013)
- Mille anni di estasi (千年の愉楽, Sennen no yuraku), regia di Kōji Wakamatsu (2013)
- R100, regia di Hitoshi Matsumoto (2013)
- The Shell Collector (貝殻と僧侶), regia di Yoshifumi Tsubota (2016)
- Star Sand, regia di Roger Pulvers (2016)
- Haha: Kobayashi Takiji no haha no monogatari (母～小林多喜二の母の物語), regia di Hisako Yamada (2017)
- Oh Lucy!, regia di Atsuko Hirayanagi (2017)
- Flea-picking Samurai (のみとり侍), regia di Yōjirō Takita (2018)
- Sakura (さくら), regia di Hitoshi Yazaki (2020)
- A Family (ヤクザと家族 The Family), regia di Michihito Fujii (2021)
- It's a Flickering Life (キネマの神様), regia di Yōjirō Takita (2021)
- Arc (Arc アーク), regia di Kei Ishikawa (2021)
- Intolerance (空白), regia di Keisuke Yoshida (2021)
- 2 Women (あちらにいる鬼), regia di Ryūichi Hiroki (2022)
- The Three Sisters of Tenmasou Inn (天間荘の三姉妹), regia di Tetsuya Nakashima (2022)
- The Parades (パレード), regia di Michihito Fujii (2024)
- Hakkenden: Fiction and Reality (八犬伝), regia di Fumihiko Sori (2024)
- Kokuho (国宝), regia di Lee Sang-il (2025)

### Televisione
- Ryōmaden (龍馬伝) - serie tv (2010)
- Here Comes Asa! - serie tv (あさが来た) (2015)
- Idaten (いだてん) - serie tv (2019)
- Poisonous Daughter, Holy Mother (毒娘、聖母) - serie tv (2019)
- Earwig e la strega (アーヤと魔女) - film tv (2020) - voce
- Modern Love Tokyo, - serie tv, episodio "My Hibernating Wife" (2022)
- What Will You Do, Ieyasu? (どうする家康) (2023)
- Renai Battle Royale - serie tv (2024)

## Riconoscimenti
- 2003 – Blue Ribbon Awards
  - Miglior attrice per Vibrator e Akame 48 Waterfalls
- 2003 Hochi Film Awards
- Miglior attrice per Vibrator e Akame 48 Waterfalls
- 2004 – Awards of the Japanese Academy
  - Miglior attrice per Akame 48 Waterfalls
- 2004 – Kinema Junpo Awards 
  - Miglior attrice ai Kinema Junpo Awards per Vibrator e Akame 48 Waterfalls
- 2004 – Mainichi Film Concours
- Miglior attrice per Vibrator e Akame 48 Waterfalls
- 2010 – Festival di Berlino
  - Orso d'argento per la migliore attrice per Caterpillar
- 2010 – Asia Pacific Screen Awards
  - Premio della giuria per Caterpillar
- 2011 – Kinema Junpo Awards
  - Miglior attrice per Caterpillar
- 2023 – Premio Kinuyo Tanaka
  - Premio per l'intera carriera